# フランシス・S・ロー
“フロッグ”フランシス・ステュアート・ロー（Francis Stuart Low, 1894年8月15日 - 1964年1月22日）は、アメリカ合衆国の海軍軍人。最終階級は海軍中将。
潜水艦畑出身者として主に参謀職で第二次世界大戦に臨み、何気なしに見た光景から1942年4月18日のドーリットル空襲として結実する計画を立案した。大戦中期は重巡洋艦艦長を経て対潜作戦に尽力し、大戦最末期には太平洋戦域で水上部隊を率いた。

## 生涯

### 前半生
“フロッグ”こと、フランシス・ステュアート・ローは1894年8月15日、ニューヨーク州オールバニにウィリアム・フランクリン・ロー海軍大佐とアンナの間に生まれる。海軍兵学校（アナポリス）に進み、1915年に卒業。卒業年次から「アナポリス1915年組」と呼称されたこの世代の同期には、潜水部隊を率いたラルフ・W・クリスティがいる。
アナポリス卒業後、士官候補生のローは戦艦「コネチカット」 (USS Connecticut, BB-18) と装甲巡洋艦「モンタナ」 (USS Montana, ACR-13) への乗組みを経て潜水艦畑に進む。1923年に第13潜水群のスタッフとなり、コネチカット州ニューロンドンでの駆潜艇隊での勤務を経て1926年に海軍大学校初等課程を受講。同じころにアナポリスでの水兵指導も兼ねた。以降は戦艦「ニューメキシコ」 (USS Connecticut, BB-18) 、バージニア州ハンプトン・ローズの新兵訓練所、第5潜水部隊スタッフを経て、1932年から1935年の間はアジア艦隊所属の駆逐艦「ポール・ジョーンズ」 (USS Paul Jones, DD-230) の艦長を務めた。
ローは「ポール・ジョーンズ」での勤務を終えたあとアメリカ本国に戻り、ワシントンD.C.の航海局および海軍作戦部入りする。次いで1937年から1939年までは第13潜水群司令を務めた。1939年に第二次世界大戦が勃発するとローは海軍作戦部に戻って作戦参謀として中立パトロールの維持に関わり、1941年2月1日付で大西洋艦隊司令長官となったアーネスト・キング大将（アナポリス1901年組）の下でもスタッフを務めた。

### 第二次世界大戦
1941年12月7日の真珠湾攻撃のあと、キングは1941年12月30日付で合衆国艦隊司令長官となり、1942年3月26日付で海軍作戦部長を兼ねることとなった。大佐となっていたローの職務は、引き続き作戦参謀であった。
真珠湾攻撃のあと、フランクリン・ルーズベルト大統領は日本への復讐、具体的には日本本土への一撃をしきりに願っており、陸海軍合同でその「復讐」をいかになし得るか検討作業に入った。。そんな中、ローは新鋭空母「ホーネット」 (USS Hornet, CV-8) の最終艤装工事の状況を視察するためノーフォーク海軍基地を訪れた。その帰途、機上の人となったローは窓越しに一つの光景を見た。空母の輪郭が描かれた飛行場の滑走路にキャリアの浅いパイロットが離着陸の訓練を行っている光景と、その輪郭に対してアメリカ陸軍航空軍の爆撃機の編隊が攻撃演習を行っている光景である。ローはその光景から「航続距離の長い陸軍の双発爆撃機を空母から発進させたらどうだろうか」とひらめき、ワシントンに戻るや否やキングのもとを訪れ、自身のアイデアを披瀝した。キングは、ローが潜水艦畑の人間であることから、航空参謀のドナルド・B・ダンカン大佐（アナポリス1917年組）にローのアイデアが可能かどうか検討させ、ローもみずからダンカンに双発爆撃機が空母に着艦できるかどうかと、燃料と爆弾を満載した爆撃機の離艦が可能かどうか質問した。ダンカンは前者は否定したが、後者については検討すると返答した。ローとダンカンからの報告を聞いたキングは、2人に陸軍航空軍の総帥「ハップ」ヘンリー・アーノルド陸軍中将にも事の次第を報告せよと命じた。アーノルド自身も輸送目的での陸軍爆撃機の空母からの発進を検討していたこともあって話に乗り、キングとアーノルドのトップ会談を経て後世に「ドーリットル空襲」と呼称される作戦計画がスタートすることとなった。
1942年9月3日、ローは重巡洋艦「ウィチタ」 (USS Wichita, CA-45) 艦長となる。「ウィチタ」艦長としてはトーチ作戦および1942年11月8日のカサブランカ沖海戦と、太平洋に転戦してから1943年1月29日から30日のレンネル島沖海戦に参加。1943年3月10日に退艦後は少将に昇進し、1943年5月20日編成の第10艦隊の参謀長となる。第10艦隊司令長官はキングの兼任であり、「合衆国艦隊司令長官としてのキングが大西洋艦隊司令長官のロイヤル・E・インガソル大将（アナポリス1905年組）に指示を与え、そのインガソルが第10艦隊司令長官としてのキングに指示する」という複雑な命令系統となったが、実際の運用ではローが上手に差配した。もっとも、キングは味方の手の内を敵ばかりか味方にも知られることを嫌う性格であり、対Uボートの部隊にもかかわらず、Uボート関連の機密情報は参謀長であるローにすら知らせることはなかった。Uボートの脅威が一掃された1945年1月、ローは第16巡洋艦部隊司令官となって再度太平洋に出陣。第16巡洋艦部隊司令官として大型巡洋艦「アラスカ」 (USS Alaska, CB-1) および「グアム」 (USS Guam, CB-2) などを率いて硫黄島の戦いと沖縄戦に参加し、戦争末期の7月から8月初めにかけては「アラスカ」と「グアム」を主体とする第95任務部隊司令官として東シナ海や黄海での艦隊作戦を指揮した。今まで潜水艦が狩場にしてきた東シナ海と黄海にアメリカ海軍艦隊が足を踏み入れること自体、日本の力の衰亡を示す証拠であった。

### 戦後
日本が降伏すると、ローは第95任務部隊を率いて大連、旅順、青島および仁川への進駐と現地の日本軍部隊の降伏を支援し、11月には太平洋艦隊駆逐部隊総司令官となって1947年3月までその職にあった。中将に昇進後、ローは太平洋艦隊補給部隊司令官となる。1949年11月からは海軍省内に設けられた対潜計画の特別調査のためアメリカ本国に戻り、次いで1950年2月からは海軍作戦部次長（補給）となる。1953年5月に西海岸沿岸部隊と太平洋艦隊予備艦隊の司令官を兼務し、この2つの職を最後に1956年7月1日に退役。ローは1964年1月22日にカリフォルニア州アラメダにおいて69歳で亡くなり、オークランドのマウンテン・ビュー墓地に埋葬されている。
ローは第10艦隊参謀長としての功績で海軍殊勲章を、沖縄戦での功績でV徽章付レジオン・オブ・メリットを授与されている。